# 霍尔格·温泽尔曼
霍尔格·温泽尔曼（德語：Holger Winselmann，1963年11月11日—），德国男子手球运动员。他曾代表东德、德国参加1988年和1992年夏季奥林匹克运动会手球比赛，最好名次为1988年奥运会的第七名。